# Emarginula candida
Emarginula candida is een slakkensoort uit de familie van de Fissurellidae. De wetenschappelijke naam van de soort werd voor het eerst geldig gepubliceerd in 1852 door A. Adams.